# André de Staritsa
Pour les articles homonymes, voir Staritsa.
André de Staritsa (en russe : Андрей Иванович), né à Moscou le 5 août 1490 et mort dans cette ville le 11 décembre 1537, est un noble russe. 
Plus jeune fils d'Ivan III de Russie et de sa seconde épouse Sophie Paléologue, ses apanages incluent, à partir de 1519, Volokolamsk et Staritsa.

## Biographie
Lorsque son frère aîné Vassili III monte sur le trône, André n'avait que 14 ans. Comme ses autres frères, il lui était interdit de se marier jusqu'à ce que Vassili puisse donner naissance à un héritier. Cela ne se produisit qu'en 1530, mais ce n'est que deux ans plus tard, lorsque le deuxième fils de Vassili naquit, qu'André fut enfin autorisé à se trouver une épouse. Quelques mois plus tard, le 2 février 1533, il épouse une princesse gédiminide, Euphrosyne Staritskaïa, après avoir reçu la permission de Vassili de l'épouser. Leur seul enfant, Vladimir, naît plus tard cette année-là.
Cependant, le mois suivant, Vassili meurt. Après quarante jours de deuil, Andreï demande à sa veuve, Elena Glinskaïa, une prolongation de son domaine. Elena lui refuse cette faveur et Andreï part pour Staritsa en colère. Là, il apprit que son seul frère vivant, Youri Ivanovitch, avait été emmené en prison et y était mort. Il décline les invitations pressantes d'Elena à visiter Moscou et vit  reclus à Staritsa pendant les trois années suivantes. Il y construit une cathédrale, qui existe toujours.
En 1537, cependant, la rumeur court qu'André allait s'enfuir au grand-duché de Lituanie. En apprenant la nouvelle, Elena ferme la frontière lituanienne et envoye son serviteur, le prince Obolensky, pour le capturer. Andreï s'enfuit à Novgorod, où il persuade la noblesse locale de rejoindre sa cause. Réticent à recourir aux armes, il se rend cependant à la merci d'Obolensky. À Moscou, il est jugé et jeté en prison avec toute sa famille. Il meurt quelques mois plus tard et est remplacé à Staritsa par son fils Vladimir.